# Irauregi (stacja kolejowa)
Irauregi (bas.: Irauregiko geltokia) – stacja kolejowa w Alonsotegi, w prowincji Vizcaya we wspólnocie autonomicznej Kraj Basków, w Hiszpanii. 
Jest obsługiwana przez pociągi wąskotorowe FEVE.

## Linie kolejowe
- Linia Bilbao – Santander[1]